# Yamen

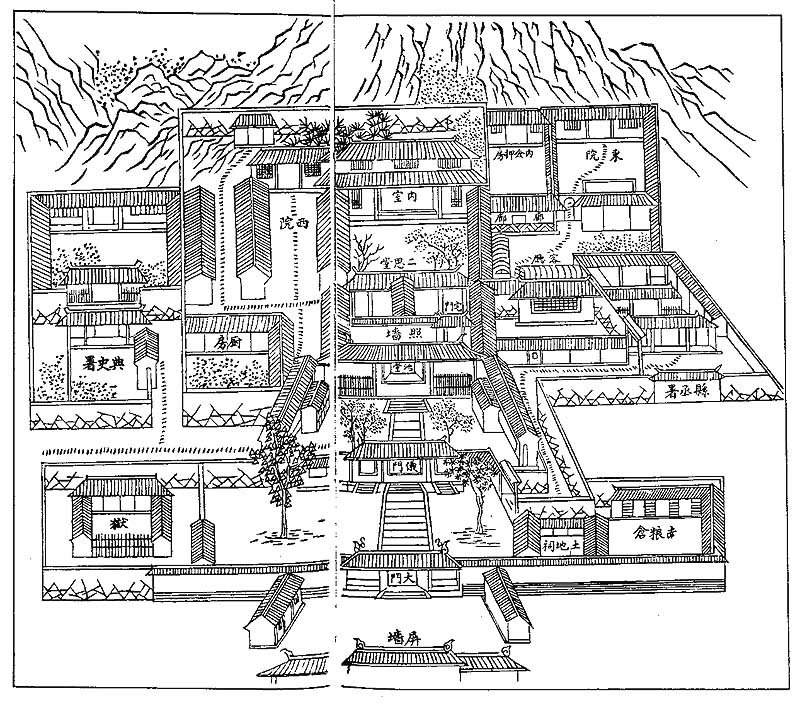
Grundriss des Yamen von Shaoxingfu (Zhejiang), 1803

Ein Yamen (chinesisch 衙門 / 衙门, Pinyin Yámen, Jyutping Ngaa4mun4*2) war eine Lokalbehörde im kaiserlichen China, von der aus der jeweilige Kreisamtmann bzw. Präfekt die Amtsgeschäfte des jeweiligen Verwaltungsgebiets wahrnahm.
Zu den typischen Aufgaben der Kreis- und Präfektur-Yamen gehörte etwa das lokale Finanzwesen, öffentliche Arbeiten, Zivil- und Strafjustiz sowie die Kundgabe kaiserlicher Dekrete. Auf der Provinzebene war eine stärkere Aufgabentrennung nach fachlichen Gesichtspunkten zu verzeichnen: Die drei Leitungsbeamten (三大憲 / 三大宪,  Sàn Dàxiàn) waren mit ihrem jeweiligen Yamen für Gesetzgebung und Verwaltung, für das Justizwesen sowie für Militärangelegenheiten zuständig. Es gab auch Yamen auf Reichsebene; der berühmteste davon, der Zongli Yamen, nahm die Aufgaben eines Auswärtigen Amtes wahr.
Baulich bestand der Yamen in der Regel aus einem Fronttor, einem Hof sowie einer Halle. Angeschlossen waren Büros, Arrestzellen sowie Lagerräume. Gewöhnlich lebte der Leitungsbeamte mit seiner Familie auf dem Gelände des Yamen. In besonderem Maße galt das während der Qing-Dynastie, als den Beamten zur Vermeidung von Interessenkollisionen die Amtsübung in ihrem Heimatgebiet untersagt war.
Die Yamen in ihrer klassischen Ausprägungen fielen schließlich dem Wuchang-Aufstand und der Xinhai-Revolution zum Opfer, in deren Zuge sich die Warlords zu den eigentlichen Machthabern aufschwangen. Die später von Sun Yat-sen geschaffenen Verwaltungsstrukturen griffen indes teilweise das Konzept der Yamen wieder auf.